# Longhi (sobrenome)

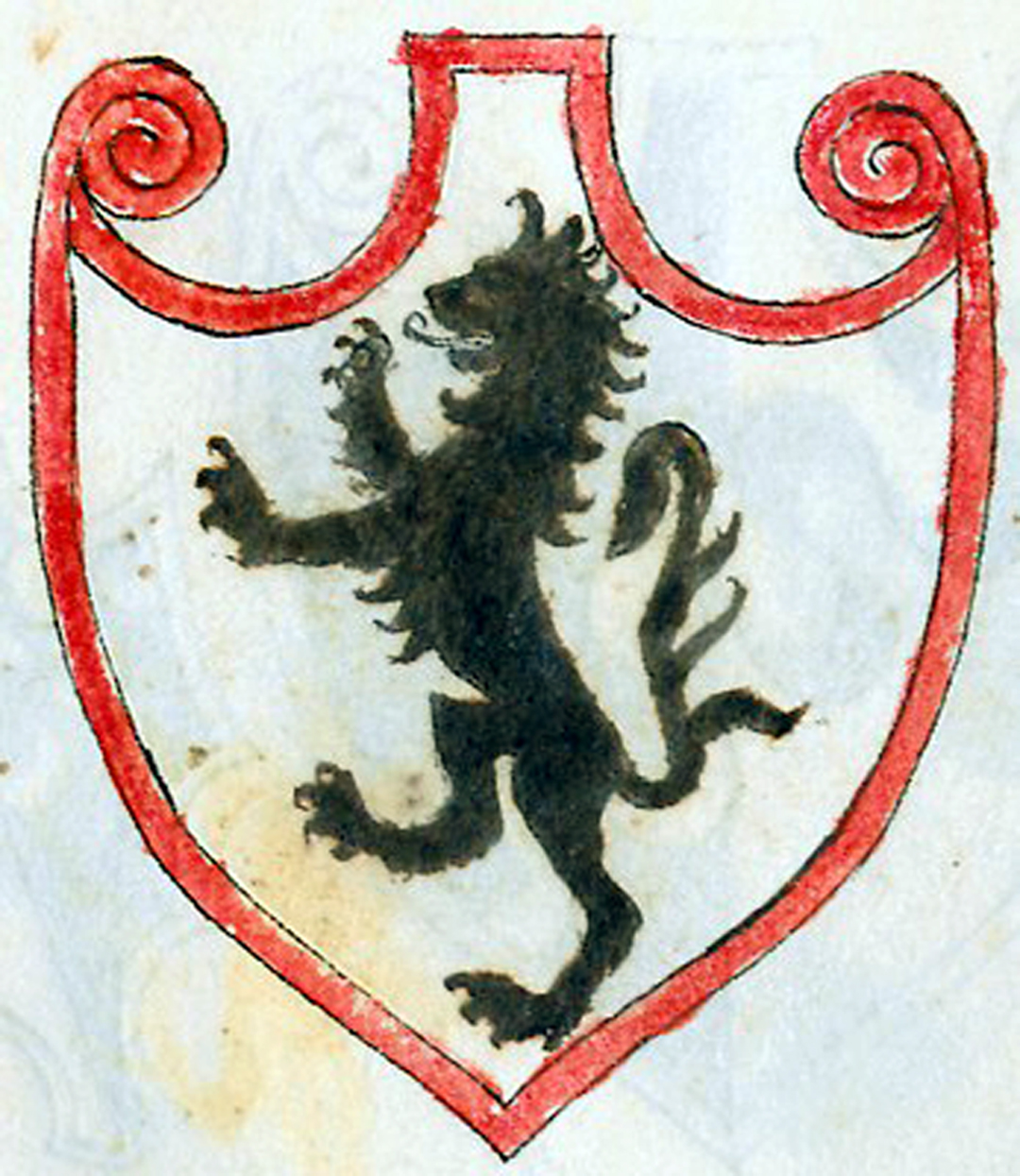
Um dos mais antigos brasões associados ao sobrenome, pertencendo aos condes Ugoni-Longhi: leão rampante negro em campo de prata, que teve prolífica descendência no armorial italiano, sendo um dos emblemas mais constantemente associados ao sobrenome entre os grupos nobres. Do manuscrito Famiglie venete con le loro armi, século XVII.

Longhi é um sobrenome italiano de antiga origem, grafado inicialmente como Longo, do qual Longhi é plural. Alguns grupos ganharam grande poder na Idade Média e na Idade Moderna, possuindo dezenas de títulos de nobreza e vastos latifúndios na região centro-norte da Itália. O sobrenome aparece em muitas variantes dialetais, como Longis, Longoni, Longa, Longhù, Longi, Longu e outras, além da versão Longus, plural Longi, usualmente encontrada nos textos em latim. Porém, como em italiano longo significa "longo", "alto", "antigo" ou "comprido", sendo palavra de uso extremamente comum, sem dúvida grande parte dos numerosos grupos espalhados por toda a Itália tiveram origens independentes, muitos deles de extração popular. 

## Roma Antiga
A palavra aparece como denominador de pessoas desde a Roma Antiga, surgindo num ramo da gens Sempronia, os Semprônios Longos. Dois de seus representantes foram cônsules, a mais alta magistratura no período da República romana, citados por Tito Lívio, Tácito e Políbio.
Uma outra gens também usou o nome Longo em Roma, a gens Atília, que deu 19 cônsules e tinha ramos patrícios e plebeus, dos quais, segundo Smith, os Longos eram patrícios. Podem ser citados como notáveis Atílio, um dos três primeiros tribunos consulares, eleito em 444 a.C., Sulpício e Duílio, que ocuparam o mesmo cargo respectivamente em 390 e 339 a.C.. Mussídio Longo, procônsul, emitiu várias moedas logo depois da morte de Júlio César. No tempo de Marco Antônio, Júlio Longo emitiu moedas. Lucílio, senador, foi amigo íntimo de Tibério (r. 14–37) e o acompanhou no seu exílio. A gens Atília floresceu pelo menos até o século II
Na Idade Média o sobrenome surge em diversos pontos da Itália, sem que se possa estabelecer qualquer ligação segura entre eles.

## Veneza
Diz uma tradição que no ocaso do Império Romano Luca Longo, magister equitum, de origem obscura, no ano de 560 começou a ligar as ilhas de Veneza com pontes e construiu edifícios e templos, mas seus rastros se perdem em seguida, embora alegue-se que ele seja a origem de alguns tribunos e depois de uma linhagem patrícia. Não existe prova documental, e pode ser apenas uma coincidência onomástica que os próximos que surgem, cinco séculos depois, estão efetivamente no patriciado.
Em Veneza reaparecem em 1053, quando Ursa, viúva de Petrus Longus, doava um vinhedo aos dominicanos da ilha de Chioggia. No século XII, Jacopo é mencionado como almirante, um cargo tradicionalmente atribuído ao patriciado, e Benedito, Domínico e João aparecem assinando documentos de Estado junto com outros patrícios e o doge. Em 1268 Gerardo foi comandante supremo dos exércitos da cidade e em 1272 fez parte da embaixada enviada a Bolonha. Foram excluídos do patriciado em 1297, sendo reintegrados em 1380 em reconhecimento de sua contribuição na guerra contra Gênova, e confirmados como nobres no século XIX.
No século XVI os patrícios Francesco e depois seu filho Antonio foram do Conselho dos Dez; o filho deixou um relato importante sobre a guerra contra os turcos e um neto foi conselheiro secreto. Vários outros se tornaram conhecidos como guerreiros, escritores, religiosos e políticos, e muitos mais foram podestà em cidades e territórios venezianos, como Taddeo, Francesco, Antonio, Claudio, Vincenzo e Nicolò, podestàs de Vicenza, Verona, Bréscia, Martinengo, do vale Imagna, do vale Seriana e de Asola. Em Veneza é notada também Laura, "dama virtuosa" e esposa do poderoso nobre bergamasco Gian Girolamo Albani, grande oficial em Veneza e cardeal depois de enviuvar. Ela descendia de Abbondio Longhi, senhor do Castelo de Urgnano e secretário de Bartolomeo Colleoni, célebre condottiero.

## Bréscia

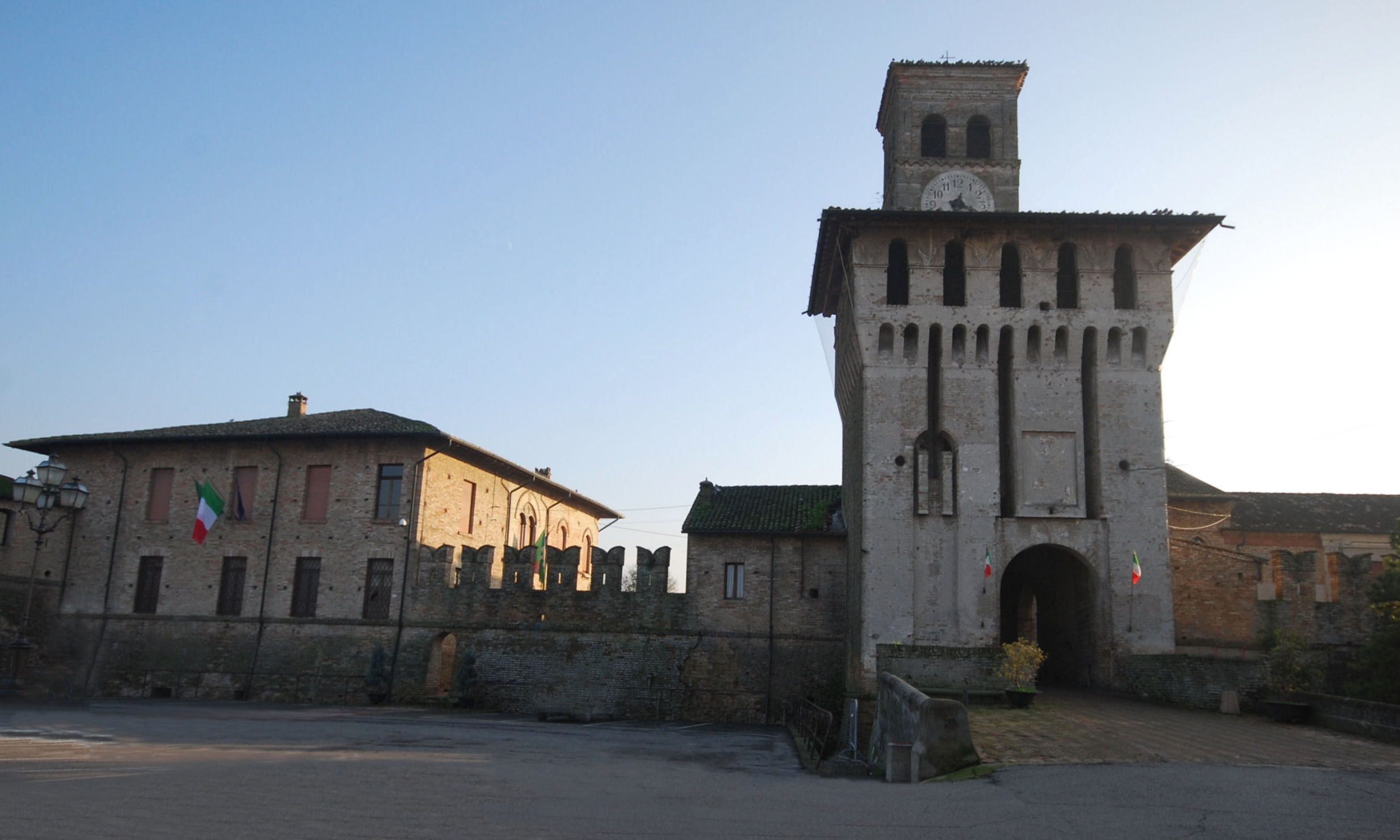
Castelo de Redondesco, dos condes de mesmo nome.

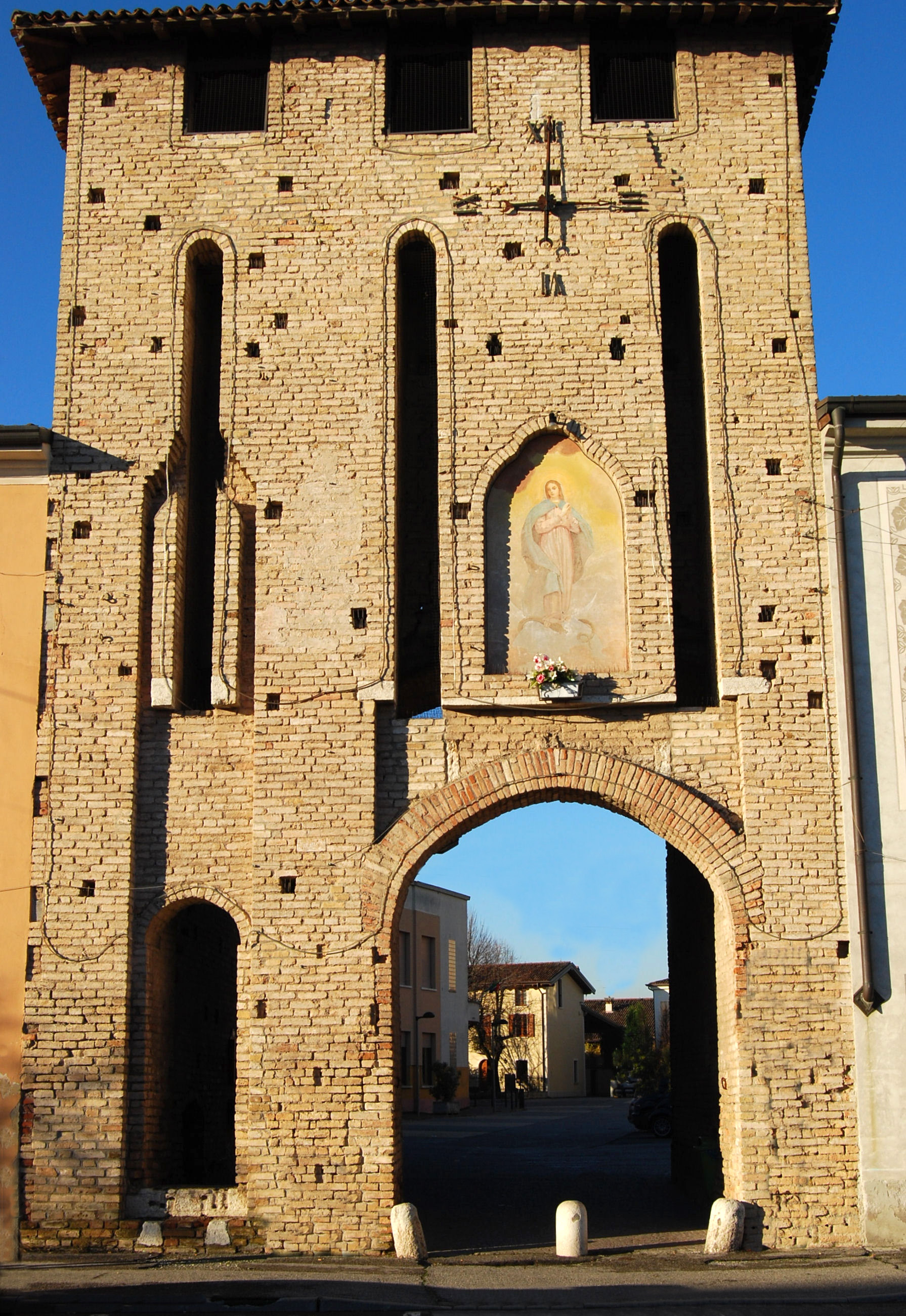
A torre sobrevivente do Castelo de Remedello.

O grupo medieval mais notável é o formado pelos condes Ugoni-Longhi, ou Ugonidi. Sua tradição alegava que descendiam dos Semprônios Longos da Roma Antiga, mas não há prova documental.
Segundo Marchetti-Longhi, trata-se de "antiga família feudal de origem lombarda, espalhada pela Lombardia, Ligúria e Vêneto, e depois radicada também em Roma. [...] A origem destes condes é bastante obscura e polêmica, mas alegavam terem sido investidos do Condado de Bréscia no fim de 974 por Otão II". Suas raízes mais imediatas provavelmente estão em Ugo, que em 1085 herdou do pai, Bosão II, o Condado de Sabioneta, e teria dado seu nome à descendência. Sua mulher foi Matilde, filha dos condes Arduini de Parma. O primeiro registro do sobrenome nesta região, datado de 1167, cita Narisio, Vizzolo e Azzo Longhi como condes de Montichiari, Asola e Mosio. Os testemunhos de Andrione de Redondesco, junto com outros, em um processo judicial de 1228, confirmam a consanguinidade dos Longhi com os Ugonidas:
"Lembra-se que há mais de 50 anos os condes da Casa Ugonidi e estes que aqui estão [os condes Longhi de Montichiari, então sob processo], e os seus pais, e os seus antecessores, se diziam e chamavam de condes de Montichiari. [...] Ouvi que seus ancestrais diziam que os condes da Casa Ugonidi se diziam e chamavam condes de Montichiari e que Montichiari era a cabeça da Casa; e digo que há mais de 45 anos sempre ouvi dizer que estes condes que aqui estão, e seus pais e seus antecessores se diziam e chamavam condes de Montichiari".
Mesmo assim, não são citados os elos desta ligação, a documentação sobre os Ugonidas em geral é pobre e pouco clara, havendo várias hipóteses circulando sobre a origem e descendência desta estirpe, muito ramificada e associada a muitas outras Casas importantes, que floresceu com grande poderio entre os séculos X e XII, mas quase sempre envolta em disputas e guerras e intercâmbios de territórios, com uma sorte bastante agitada. Incorporaram vários outros títulos de conde, como Desenzano, Marcaria, Bizzolano, Redondesco, Casaloldo, San Martino Gusnago, Ceresino e Belforte, entre vários outros feudos, que formaram em seu apogeu um vasto latifúndio. Fundaram  um mosteiro, possuíam vários castelos, alguns dos quais ainda existem. Caso raro no mundo da nobreza medieval, os Longhi aparecem em data muito precoce já estabelecidos com um sobrenome que não é derivado de um topônimo. No entanto, logo alguns ramos, a fim de se diferenciarem claramente, retornaram à antiga prática de adotar o nome das localidades onde tinham feudos, a exemplo dos Casalodi (ou Casaloldi), possivelmente o mais poderoso de todos esses ramos derivativos.

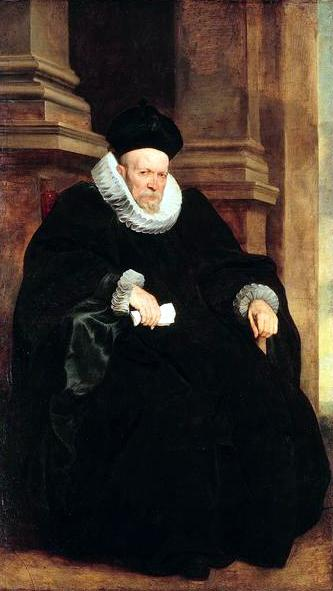
Alessandro Giustiniani Longo, doge de Gênova.

Os Ugonidas vieram a cair em desgraça em sua região de origem no século XIII, enfrentando as comunas que se fortaleciam e combatiam o poderio dos senhores feudais, foram privados de inúmeros feudos e castelos e acabaram banidos de várias cidades, como Bréscia e Mântua, seus principais baluartes e sedes de alguns dos ramos mais importantes. Refugiaram-se no entorno e buscaram novas alianças com os condes de Placência e Verona, os condes palatinos de Lomello e os marqueses Obertenghi. Dali se iniciou uma dispersão, "alguns conservando, outros perdendo, os títulos feudais e o poder, mas sempre mantendo o nome gentílico e a lembrança da sua origem comum na identidade fundamental da sua família: o leão rampante”, como ressaltou Marchetti. Mesmo antes da queda fora um clã com forte política expansionista. Irradiaram-se para o oeste até Bérgamo, onde a família conquistou poder especialmente depois que Guilherme de Longis, antes chanceler do rei de Nápoles, foi criado cardeal por Celestino V.
Ali alguns adotaram o nome Alessandri, fundando um ramo que deu uma série de notáveis, e outros alcançaram a região de Gênova, onde Guilherme foi cônsul e se tornou um dos ancestrais dos Giustiniani, e mais tarde Filippo, cônsul, deu origem ao ramo Gialongo. Em Gênova os Longhi produziram várias personalidades, conselheiros, embaixadores e oficiais, incluindo trêsdogi, o chefe de Estado: Giannandrea, Alessandro e Luca Giustiniani Longo. Luca foi também rei da Córsega, título associado ao dogado genovês. Para o leste foram até Trento, Veneza e além, e para o sul avançaram até Parma, Bologna, Roma e Florença, e muitas outras cidades.
Marco Túlio foi irmão do cardeal Guilherme de Longis e custódio de Clemente V, castelão de Fumone e a origem dos marqueses Longhi de Paolis, que sobrevivem até hoje. Um de seus filhos foi cavaleiro da Ordem da Espora de Ouro. Em 1586, Giovanni Longhi, também descendente Ugonidi, foi admitido no patriciado de Roma. Ali os Longhi florescem e parecem ser todos de um mesmo tronco, com umas poucas figuras sem ligações claras. Os Longhi foram admitidos na Ordem de Malta em 1587, e produziram dois beatos, Fillipo e Bartolo. Mantiveram relações de parentesco com inúmeras outras insignes famílias da nobreza italiana, como os Bellarmino, Malatesta, Caetani, Vitelleschi, Tebaldeschi, Bosone, Forteguerra e Brancaccio.

## Outros grupos

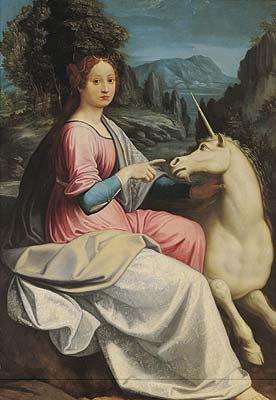
Suposto retrato de Giulia Farnese, por Luca Longhi, de uma linhagem de artistas destacados.

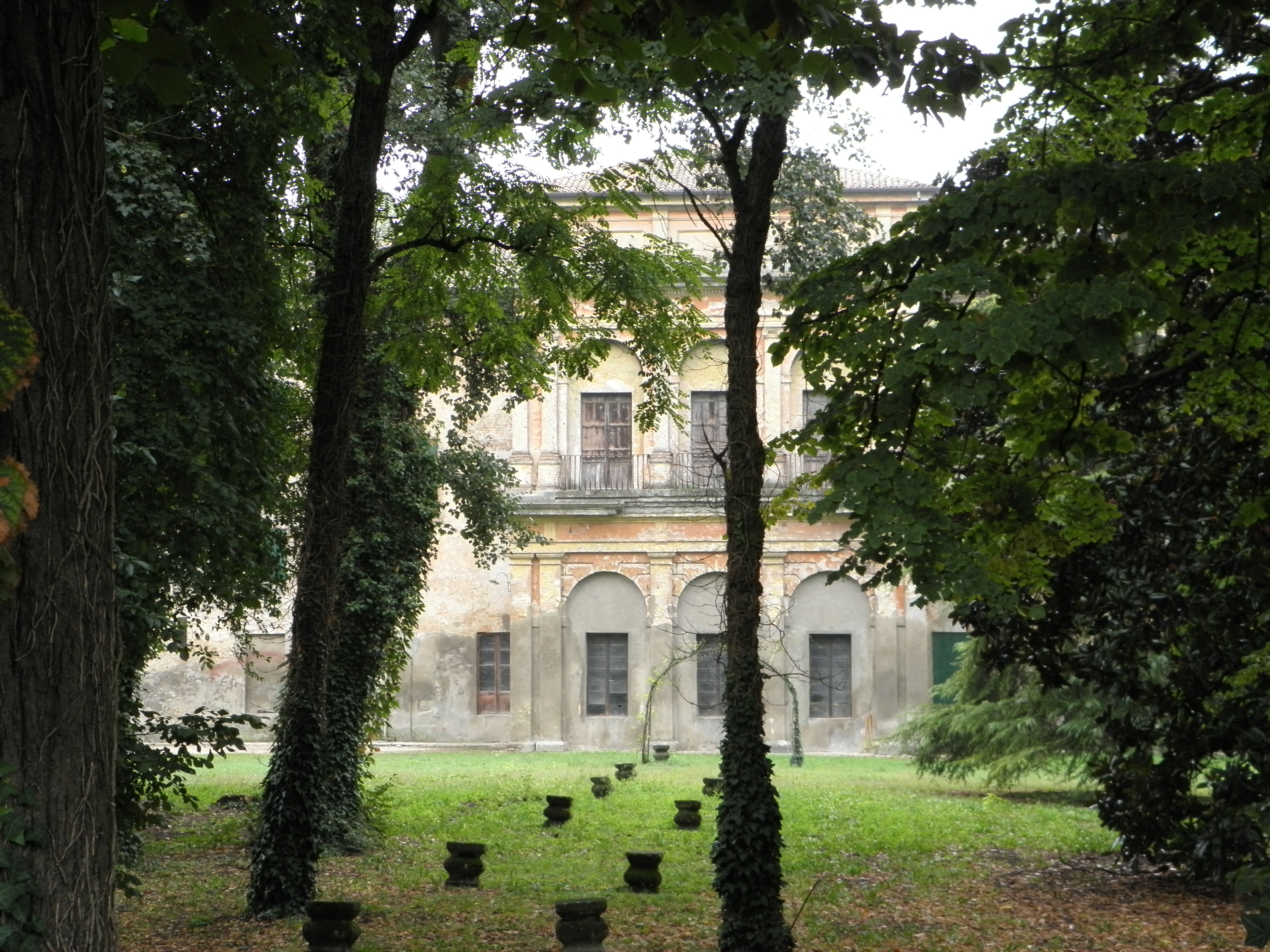
Villa Longhi em Crespino.

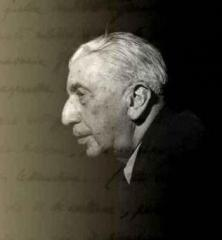
Roberto Longhi, historiador da arte.

Enquanto isso, outros grupos apareciam na Sicília, no reino de Nápoles e no extremo sul da Itália, mas provavelmente se tratam de ramos independentes, embora Lellis atribua ao ramo napolitano, o principal, a mesma origem romana derivada dos Sempronios Longos, baseado na tradição. Deram notários, juízes, conselheiros e outros dignitários, como Filippo, cavaleiro de Malta em 1453, e Annamaria, fundadora do Hospital dos Incuráveis de Nápoles.
Muitos outros membros foram notáveis em outros locais, como Pietro, podestà de Treviglio; Gerardo foi supremo comandante do exército de Rimini; Guilherme, primeiro escudeiro do rei de Savoia e camareiro secreto de Pio V; Bartolomeu, conselheiro de Afonso I de Aragão; Alberto, mestre do papa Inocêncio III e bispo de Anagni. Tambémn surgiram artistas, literatos, políticos e outros especialistas de renome, e quatro Longhi se destacaram como arquitetos na Renascença: Alessio, Martino Longhi, o Velho, Onorio e Martino Longhi, o Jovem.

## História moderna
Nos séculos XV-XVII a população Longhi italiana já é muito numerosa e as relações de consanguinidade entre os vários grupos, se existem, são obscuras, embora algumas famílias, como os citados Ugonidi, tenham gerado vasta descendência. Muitos grupos ainda são nobres, reconhecidos em Nápoles, Palermo, Vicenza, Seggio, Parma, Salerno, Rimini, Messina, Faenza, Trieste, Todi, Ravello, Como, Taormina, Milão, Mântua, Lecco, Cremona, Casale, Siena, Benevento, Turim, Trento e Nola, entre outros locais, e recebendo muitos feudos, brasões e títulos, entre eles os de cavaleiros hereditários, senhores e marqueses de Monforte, co-senhores de Ceresole, senhores de Betta dal Toldo e Val di Rabbi, castelãos (barões) de Castronuovo, Fiumetorto e Racalxacca, condes de Urgnano, de Lomello e da Torre Longhi, marqueses de San Giuliano, de Casentino e de Vinchiaturo, barões e marqueses de San Lorenzo del Vallo, além de produzirem bispos, arcebispos, legados e governadores pontifícios e outros prelados, embaixadores, oficiais e síndacos comunais,,
A partir do século XVIII começam a se multiplicar registros de Longhis sem qualquer indicativo de nobreza. Embora muitos ramos antigamente nobres acabassem empobrecendo e com isso perdendo seu estatuto original, sem dúvida há muitos outros de origem popular, que tiraram o nome, por exemplo, de características físicas de seus fundadores, podendo ter sido um homem incomumente alto e magro, ou que chegou a idade muito avançada, dois dos possíveis significados da palavra longo. Esta forma de adoção de sobrenomes foi frequente na Europa até recentemente.
Muitos Longhis emigraram para a América durante o século XIX, fugindo da grande crise pela qual a Itália passava, entre guerras, fome e devastações. Giovanni Battista Longhi foi um dos fundadores de Caxias do Sul, um líder da comunidade de São Romédio, o berço da cidade, agricultor, comerciante e industrial. A capela que ele e seus companheiros pioneiros fundaram hoje é patrimônio histórico do estado.
No século XX houve muitos outros Longhi em evidência, como Aleandro, senador; os marqueses Longhi de Paolis de Fumone, que ainda vivem num dos mais importantes castelos medievais da Itália, parcialmente musealizado; Roberto, influente historiador e crítico de arte, grande oficial da Ordem do Mérito da República Italiana e hoje nome de importante fundação cultural, e o ramo De' Longhi, dono do grupo homônimo, magnatas industriais com 1,6 bilhão de euros em faturamento em 2013.